# Forge de Pontenx
La forge de Pontenx est un ancien site industriel aujourd'hui disparu de la commune de Pontenx-les-Forges, dans le département français des Landes. Ses derniers vestiges sont les témoins d'une activité sidérurgique dans les Landes en milieu rural de nos jours révolue.

## Présentation
Le 19 mai 1762 , le roi Louis XV donne par lettres patentes à Jean de Sacriste, comte de Rolly, l'autorisation de « faire construire une forge à fer dans ses terres de Pontens avec tous les fourneaux et édifices nécessaires, et d'y employer pour son exploitation la mine et le bois qui se trouveront dans ladite terre ». La force motrice du ruisseau Canteloup est également mise à contribution et l'étang des forges est aménagé. En 1765, le haut fourneau est en activité. De gros marteaux et feux d'affinage sont mis en place. À la mort au comte de Rolly, en 1783 ou 1784, le site industriel est déjà bien installé. Son gendre, le marquis de Gombault, assure la continuité de l'activité, qui subit un bref arrêt le temps de la Révolution française.

Dans recueil écrit en 1810 intitulé Promenade sur les Côtes du Golfe de Gascogne, M J. Thore témoigne de l'activité sidérurgique à Pontenx en ces termes : 

« En se dirigeant vers Pontens, on visitera la forge et la fonderie. Pour observer avec plus de fruit, on devra s'adresser à M Larreillet qui en est le fermier. Là, on coule et on moule en fer toute espèce d'ustensiles de ménage et autres objets dont l'énumération serait fastidieuse. Notre observateur notera  les deux espèces de minerais dont on fait usage. L'un qui est la plus maigre, vient de Mimizan, et fournit un fer très doux et très malléable ; la seconde espèce, qu'on fait venir de Pissos, est très riche, mais le fer qu'on en retire est aigre et cassant. »

Au fil des ans, l'outil de production devient obsolète et le marquis demande l'autorisation de moderniser son entreprise en 1828. Mais il meurt en 1832 et ses trois filles vendent le 10 août 1834 l'ensemble de ses domaines et l'usine à la Compagnie des Landes récemment créée.
Au moment de la vente, le site compte un haut fourneau, un gros marteau, deux feux d'affinage avec une chaufferie, un laminoir et deux martinets. Le nouvel acquéreur y ajoute des fours à puddler et un déversoir à la sortie de l'étang, avec vannes de décharge. Les forges poursuivent leur activité, alimentée par le minerai dénommé localement garluche et le charbon de bois produit non loin dans des fours à partir des pins maritimes de la forêt des Landes. À partir du milieu du XIXe siècle s'ajoute le minerai du Périgord et celui du Pays basque. À la fin de ce même siècle, le gisement en garluche est déjà épuisé depuis de nombreuses années.
Les statistiques industrielles de 1851 montrent que les forges de Pontenx emploient 70 hommes et 68 femmes, soit 138 personnes. De 1854 à 1875, la Compagnie concède l'exploitation de la forge à la famille Espérou, qui fait prospérer l'affaire avec le concours entre 1857 et 1879 de Victor Pidoux (1807-1879). La réfection du barrage sur le Canteloup date de cette période (1870). À partir de 1888, des personnalités de Labouheyre dirigent tour à tour la Compagnie des Landes, qui succède à la Société de liquidation. Il s'agit du docteur Dudon, de Valmy Dupin et de René Mondiet. Ils maintiennent l'activité du site, qui reste spécialisé dans la fabrication de produits semi-finis en fonte ou en fer. Malgré un outil industriel complet, René Mondiet est contraint de fermer l'usine en 1914 après cinq années de pertes continues. L'économie de guerre offre un sursis avec la fabrication d'obus sous la direction des frères Frémaux, mais l'activité cesse au retour de la paix et les forges ferment définitivement en 1921. De cette époque, il reste un quartier ouvrier fait de maisons en briquettes près de l'étang des forges de 15 hectares et une centrale hydroélectrique, d'une puissance de 69 kW.

## Galerie

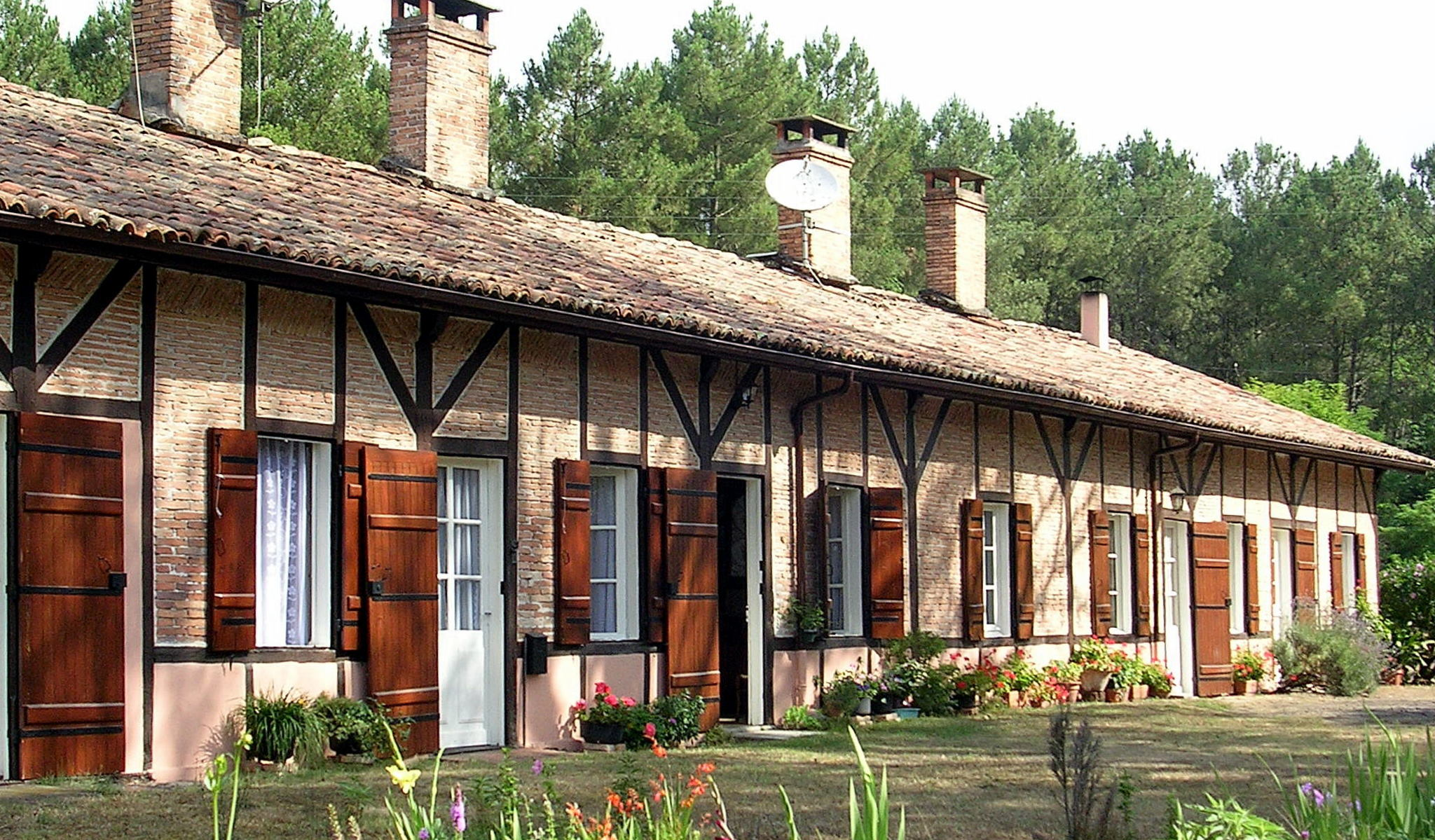
Maisons ouvrières mitoyennes en briquettes sur l'ancien site des forges
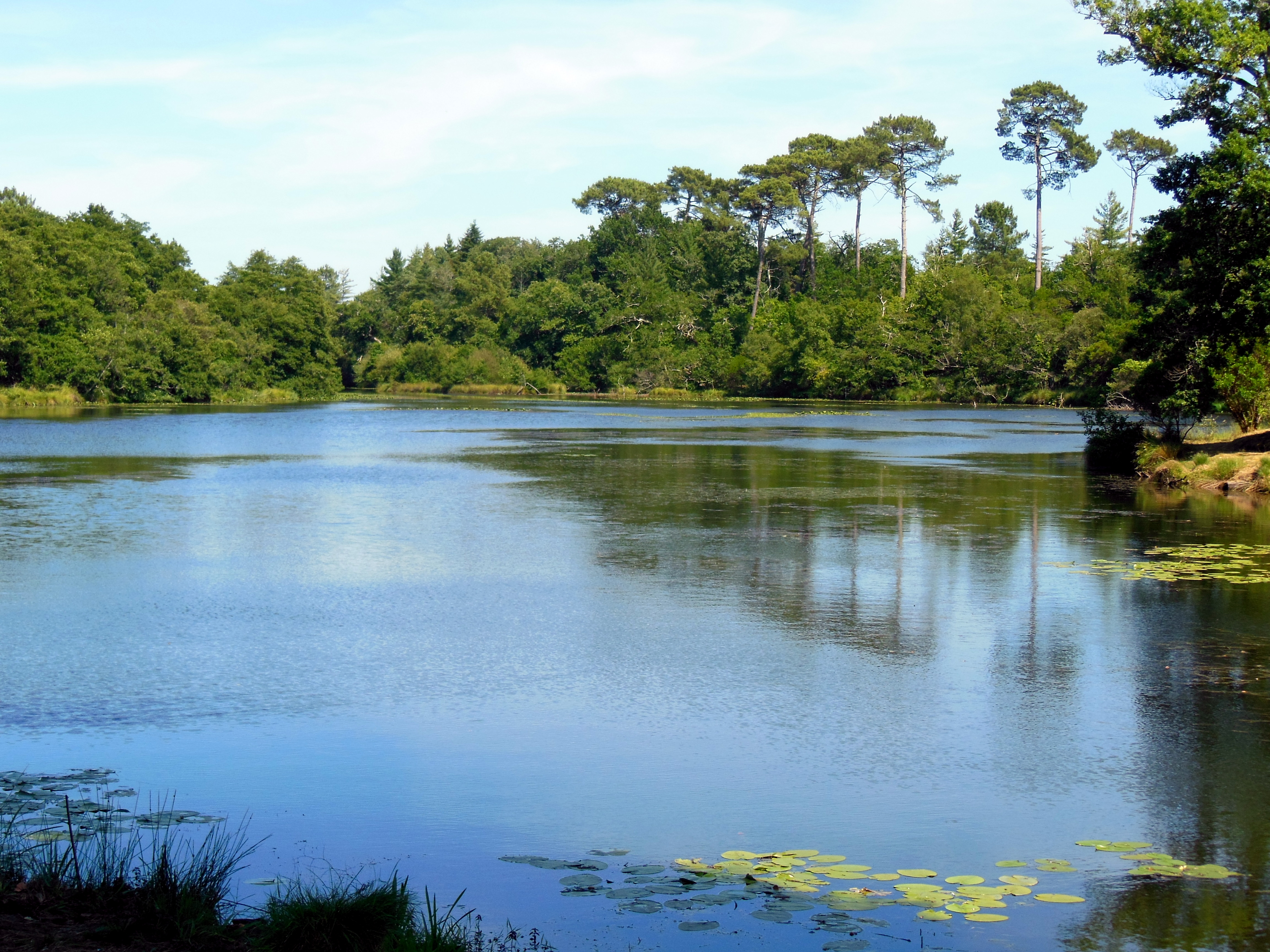
Étang des Forges
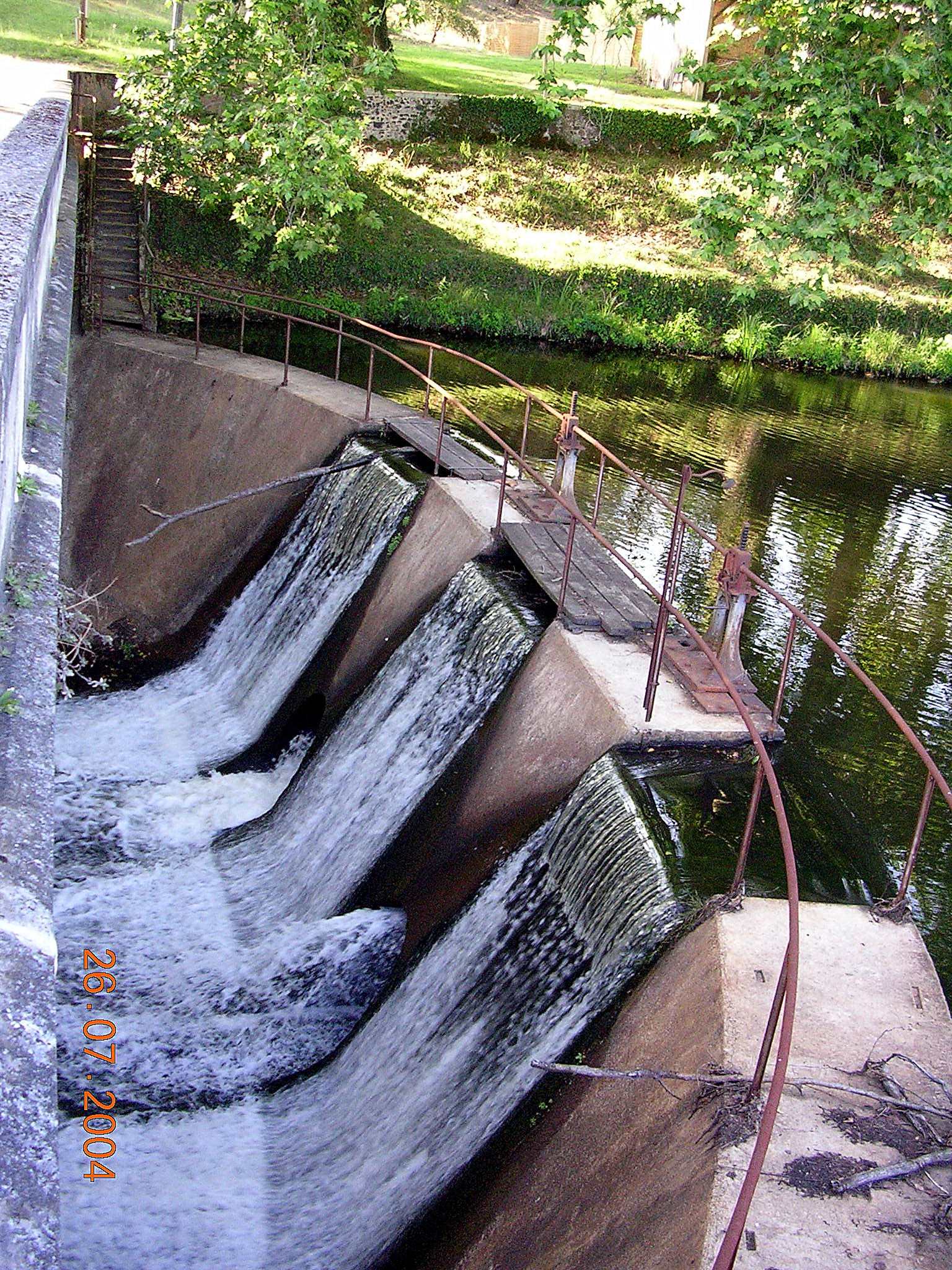
Vannes de décharge de l'étang des Forges, alimenté par le Canteloup